# Partij voor Vrijheid en Democratie
De Partij voor Vrijheid en Democratie (PVD) was een Belgische lokale politieke partij in Aarschot.

## Geschiedenis
De partij werd medio 2003 opgericht naar aanleiding van het vertrek van toenmalig gemeenteraadslid Hans Artels bij de VLD. Voorzitter van de partij werd Fernand Demonseau en politiek secretaris René De Ren. Omstreeks diezelfde periode figureerde Artels bij de Kamer-verkiezingen op de kieslijst van het Liberaal Appel (LA).
Bij de gemeenteraadsverkiezingen van 2006 overtuigde de PVD 5,63% van de kiezers, goed voor één zetel in de gemeenteraad. Deze werd ingenomen door Demonseau. Kort daarop doorbrak de partij het cordon sanitaire rond het Vlaams Belang door met de partij afspraken te maken over het gezamenlijk opnemen van een OCMW-mandaat. De eerste vier jaar zou Artels dit mandaat namens de PVD invullen, de laatste twee jaar iemand van het Vlaams Belang. In juli van datzelfde jaar kondigde de partij aan op te gaan in Lijst Dedecker (LDD), maar deze beslissing werd in oktober van datzelfde jaar herroepen. Bij de lokale stembusgang van 2012 overtuigde de partij nog slechts 3,64% van de kiezers en verloor daardoor haar enige zitje in de Aarschotse gemeenteraad.